# Kim Liên, Nghệ An
Kim Liên là một xã thuộc tỉnh Nghệ An, Việt Nam. Đây là quê hương của Chủ tịch Hồ Chí Minh và một số chí sĩ yêu nước khác.
Xã được hình thành trên cơ sở sáp nhập các xã Hùng Tiến, Nam Cát, Nam Giang, Xuân Hồng và Kim Liên của huyện Nam Đàn trong đợt Sáp nhập tỉnh thành Việt Nam 2025.

## Địa lý
Xã Kim Liên có vị trí địa lý:
- Phía Đông giáp xã Hưng Nguyên và xã Hưng Nguyên Nam;
- Phía Nam giáp xã Hưng Nguyên Nam và xã Thiên Nhẫn;
- Phía Tây giáp xã Vạn An và xã Thiên Nhẫn;
- Phía Bắc giáp xã Nam Đàn, xã Đại Huệ và xã Yên Trung.

Xã Kim Liên có diện tích tự nhiên 61,08 km2.
Ngay vị trí trung tâm xã, giữa thung lũng Nam Đàn, có ngọn núi Chung.

## Hành chính
Xã Kim Liên được thành lập theo Nghị quyết số 1678/NQ-UBTVQH15 của Ủy ban Thường vụ Quốc hội Việt Nam, ban hành ngày 16 tháng 6 năm 2025. Theo đó, sắp xếp toàn bộ diện tích tự nhiên, quy mô dân số của các xã Hùng Tiến, Nam Cát, Nam Giang, Xuân Hồng và Kim Liên thuộc huyện Nam Đàn trước đây thành một xã mới có tên gọi là xã Kim Liên.
Sau sắp xếp xã có diện tích tự nhiên: 67,60 km2, quy mô dân số: 24.489 người.

## Lịch sử
Xã Kim Liên (cũ) trước đây vốn có tên là xã Chung Cự (chuông lớn) thuộc tổng Lâm Thịnh, huyện Nam Đàn, phủ Anh Sơn; Sau phát triển thành bảy thôn (làng); làng Sen (Kim Liên), làng Trùa (Hoàng Trù), làng Trại (Tính Lý), làng Đình (Ngọc Đình), làng Kẻ Móng (Vân Hội), làng Gáo (Nguyệt Quả), làng Sày (Mậu Tài).

## Về tên gọi "Kim Liên"
Trong thơ ca ở Việt Nam, từ "sen vàng" và tên làng "Kim Liên" là lấy từ điển tích ở các sách của Trung Quốc: "Theo các từ điển của Trung Quốc như Từ Nguyên và Từ Hải thì 金蓮 (Kim Liên) nghĩa như sau: kim - vàng; liên - hoa sen; Kim Liên - hoa sen bằng vàng thật. Tiêu Bảo Quyển (483 - 501) làm vua nước Tề trong 3 năm (từ 499 - 501) nhưng chỉ lo vui chơi bên cạnh người vợ Phan Ngọc Nhi. Ông ta sai những người thợ khéo tay, lát những bông hoa sen bằng vàng thật trên nền nhà cho Phan Ngọc Nhi đi. Mỗi khi Phan Ngọc Nhi bước đi trên những bông hoa sen bằng vàng thật đó, ông nói: "Thử bộ bộ sinh liên hoa dã" nghĩa là "Mỗi bước đi nở ra một bông hoa sen bằng vàng". Năm 501, ông ta bị giết rồi hạ xuống tước Đông Hôn Hầu (tước Hầu). Từ đó về sau, người ta thường dùng "Kim Liên" nghĩa là bông hoa sen bằng vàng thật để chỉ người phụ nữ xinh đẹp tuyệt vời.
Trong Truyện Kiều, Nguyễn Du cũng sử dụng điển tích này 3 lần ở các câu thơ 190, 378, 437 để miêu tả về sắc đẹp của Đạm Tiên và Thuý Kiều. Có lẽ các cụ cao niên xưa đã học tập Nguyễn Du để đặt tên làng mình là Kim Liên, để gửi gắm niềm hy vọng và tự hào làng mình nhờ địa linh sẽ sinh ra mỹ nhân.